# Минтан
Минтан је старински капут, врста горњег хаљетка са дугим уским рукавима. Везује се пре свега за културу одевања српског православног становништва. Минтан су носили и мушкарци и жене, а присутан је и у дечијој ношњи.

## Начин облачења минтана
Мушкарци су носили кошуље од памучног платна, домаће израде, а преко кошуље су носили минтан који се закопчавао до грла. Сат је често био део ношње и неки мушкарци би га стављали у унутрашњи џеп минтана, тако да се види само ланац од сата. Такође кеса са златницима и сребрењацима се такође носила у унутрашњем џепу минтана, док се новац ситније монете носио за појасом.
Жене су преко кошуље носиле минтан, обично од свилене тканине јумбасма. Било је и кратких тесних минтана са широким рукавима. Дечији минтани су углавном израђивани од шарене тканине који се закопчавао до грла, тесних рукава који су се такође закопчавали. Понекад се преко минтана облачио и фермен украшен гајтанима.